# Hermetia itatiaiensis
Hermetia itatiaiensis är en tvåvingeart som beskrevs av Lindner 1973. Hermetia itatiaiensis ingår i släktet Hermetia och familjen vapenflugor. Inga underarter finns listade i Catalogue of Life.